# Långtjärnen (Vilhelmina socken, Lappland, 723290-147426)
Långtjärnen är en sjö i Vilhelmina kommun i Lappland och ingår i Ångermanälvens huvudavrinningsområde. Sjön har en area på 0,0706 kvadratkilometer och ligger 954,5 meter över havet. Långtjärnen ligger i Marsfjället Natura 2000-område. Sjön avvattnas av vattendraget Bäverbäcken.

## Delavrinningsområde
Långtjärnen ingår i det delavrinningsområde (723493-147507) som SMHI kallar för Ovan 723804-147654. Medelhöjden är 886 meter över havet och ytan är 10,54 kvadratkilometer. Det finns inga avrinningsområden uppströms utan avrinningsområdet är högsta punkten. Bäverbäcken som avvattnar avrinningsområdet har biflödesordning 3, vilket innebär att vattnet flödar genom totalt 3 vattendrag innan det når havet efter 430 kilometer. Avrinningsområdet består mestadels av skog (26 procent) och kalfjäll (73 procent). Avrinningsområdet har 0,07 kvadratkilometer vattenytor vilket ger det en sjöprocent på 0,7 procent.